# Bob Peeters
Bob Peeters (wym. [ˈbɔp ˈpeː.ˌtərs]; ur. 10 stycznia 1974 w Lier) – piłkarz belgijski grający na pozycji napastnika. W swojej karierze 13 razy wystąpił w reprezentacji Belgii i strzelił w niej 4 gole.

## Kariera klubowa
Karierę piłkarską Peeters rozpoczynał w klubie Lierse SK. W 1992 roku zadebiutował w jego barwach w pierwszej lidze belgijskiej, a w sezonie 1994/1995 stał się podstawowym zawodnikiem tego zespołu. W sezonie 1996/1997 wywalczył z Lierse mistrzostwo Belgii.
Latem 1997 Peeters przeszedł z Lierse do holenderskiej Rody Kerkrade. W Eredivisie zadebiutował 20 sierpnia 1997 roku w wygranym 1:0 domowym meczu z FC Utrecht. 24 września 1997 w meczu z NEC Nijmegen (4:0) strzelił swoje pierwsze 2 gole w lidze holenderskiej. W 2000 roku zdobył z Rodą Puchar Holandii. Przez 3 sezony strzelił dla Rody 39 goli.
W 2000 roku Peeters odszedł do SBV Vitesse. W Vitesse swoje pierwsze ligowe spotkanie rozegrał 20 sierpnia 2000, wygrane 3:1 z FC Twente, w którym Peeters zdobył gola. W drużynie Vitesse występował do lata 2003 roku.
Kolejnym klubem w karierze Peetersa był angielski Millwall, grający w Division One. Zadebiutował w nim 23 sierpnia 2003 w zremisowanym 1:1 domowym spotkaniu z Crewe Alexandra. W Millwall grał przez 2 lata.
W 2005 roku Peeters wrócił do Belgii i został piłkarzem KRC Genk. Swój debiut w nim zaliczył 28 sierpnia 2005 w meczu z Anderlechtem (3:3). Po roku gry w Genk wrócił do Lierse, z którym w 2007 roku spadł z pierwszej do drugiej ligi. W 2008 roku zakończył karierę piłkarską.
| Sezon   | Klub             | Kraj     | Rozgrywki     | Mecze | Bramki |
| ------- | ---------------- | -------- | ------------- | ----- | ------ |
| 1992/93 | Lierse SK        | Belgia   | Eerste Klasse | 12    | 0      |
| 1993/94 | Lierse SK        | Belgia   | Eerste Klasse | 17    | 0      |
| 1994/95 | Lierse SK        | Belgia   | Eerste Klasse | 26    | 8      |
| 1995/96 | Lierse SK        | Belgia   | Eerste Klasse | 29    | 7      |
| 1996/97 | Lierse SK        | Belgia   | Eerste Klasse | 34    | 7      |
| 1997/98 | Roda JC Kerkrade | Holandia | Eredivisie    | 30    | 11     |
| 1998/99 | Roda JC Kerkrade | Holandia | Eredivisie    | 33    | 13     |
| 1999/00 | Roda JC Kerkrade | Holandia | Eredivisie    | 30    | 15     |
| 2000/01 | SBV Vitesse      | Holandia | Eredivisie    | 32    | 8      |
| 2001/02 | SBV Vitesse      | Holandia | Eredivisie    | 16    | 2      |
| 2002/03 | SBV Vitesse      | Holandia | Eredivisie    | 28    | 7      |
| 2003/04 | SBV Vitesse      | Holandia | Eredivisie    | 1     | 0      |
| 2003/04 | Millwall         | Anglia   | Division One  | 20    | 3      |
| 2004/05 | Millwall         | Anglia   | Championship  | 3     | 0      |
| 2005/06 | Millwall         | Anglia   | Championship  | 2     | 0      |
| 2005/06 | KRC Genk         | Belgia   | Eerste Klasse | 21    | 10     |
| 2006/07 | Lierse SK        | Belgia   | Eerste Klasse | 14    | 2      |
| 2007/08 | Lierse SK        | Belgia   | Tweede Klasse | 11    | 3      |

## Kariera reprezentacyjna
W reprezentacji Belgii Peeters zadebiutował 25 lutego 1998 roku w wygranym 2:0 towarzyskim spotkaniu ze Stanami Zjednoczonymi. 28 lutego 2001 w meczu eliminacji do MŚ 2002 z San Marino (10:1) ustrzelił hat-tricka. W kadrze narodowej od 1998 do 2002 roku wystąpił 13 razy i strzelił 4 gole.
| Mecze i gole w reprezentacji | Mecze i gole w reprezentacji | Mecze i gole w reprezentacji | Mecze i gole w reprezentacji | Mecze i gole w reprezentacji | Mecze i gole w reprezentacji | Mecze i gole w reprezentacji |
| #                            | Data                         | Stadion                      | Rywal                        | Wynik                        | Gol                          | Rozgrywki                    |
| 1998                         | 1998                         | 1998                         | 1998                         | 1998                         | 1998                         | 1998                         |
| ---------------------------- | ---------------------------- | ---------------------------- | ---------------------------- | ---------------------------- | ---------------------------- | ---------------------------- |
| 1.                           | 25.02.1998                   | Bruksela, Belgia             | Stany Zjednoczone            | 2:0                          | 0                            | towarzyski                   |
| 2.                           | 18.11.1998                   | Luksemburg, Luksemburg       | Luksemburg                   | 0:0                          | 0                            | towarzyski                   |
| 2000                         |                              |                              |                              |                              |                              |                              |
| 3.                           | 16.08.2000                   | Sofia, Bułgaria              | Bułgaria                     | 3:1                          | 0                            | towarzyski                   |
| 4.                           | 02.09.2000                   | Bruksela, Belgia             | Chorwacja                    | 0:0                          | 0                            | el. MŚ 2002                  |
| 5.                           | 07.10.2000                   | Ryga, Łotwa                  | Łotwa                        | 4:0                          | 1                            | towarzyski                   |
| 2001                         |                              |                              |                              |                              |                              |                              |
| 6.                           | 28.02.2001                   | Bruksela, Belgia             | San Marino                   | 10:1                         | 3                            | el. MŚ 2002                  |
| 7.                           | 24.03.2001                   | Glasgow, Szkocja             | Szkocja                      | 2:2                          | 0                            | el. MŚ 2002                  |
| 8.                           | 25.04.2001                   | Praga, Czechy                | Czechy                       | 1:1                          | 0                            | towarzyski                   |
| 9.                           | 06.06.2001                   | Serravalle, San Marino       | San Marino                   | 4:1                          | 0                            | el. MŚ 2002                  |
| 10.                          | 15.08.2001                   | Helsinki, Finlandia          | Finlandia                    | 1:4                          | 0                            | towarzyski                   |
| 11.                          | 05.09.2001                   | Bruksela, Belgia             | Szkocja                      | 2:0                          | 0                            | el. MŚ 2002                  |
| 12.                          | 06.09.2000                   | Zagrzeb, Chorwacja           | Chorwacja                    | 0:1                          | 0                            | el. MŚ 2002                  |
| 2002                         |                              |                              |                              |                              |                              |                              |
| 13.                          | 07.09.2002                   | Bruksela, Belgia             | Bułgaria                     | 0:2                          | 0                            | towarzyski                   |